# Barney Barnato

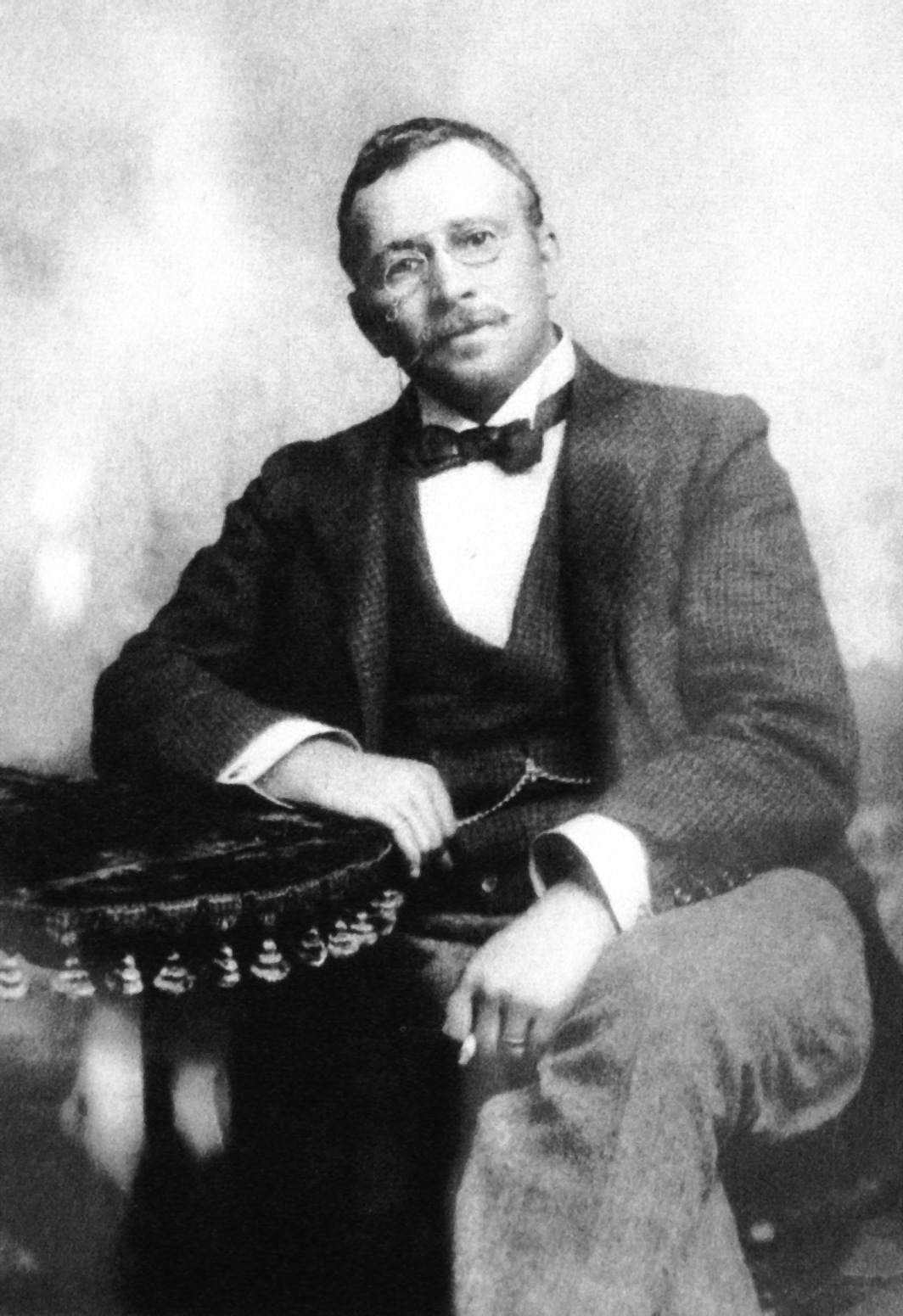
Barney Barnato, um 1890

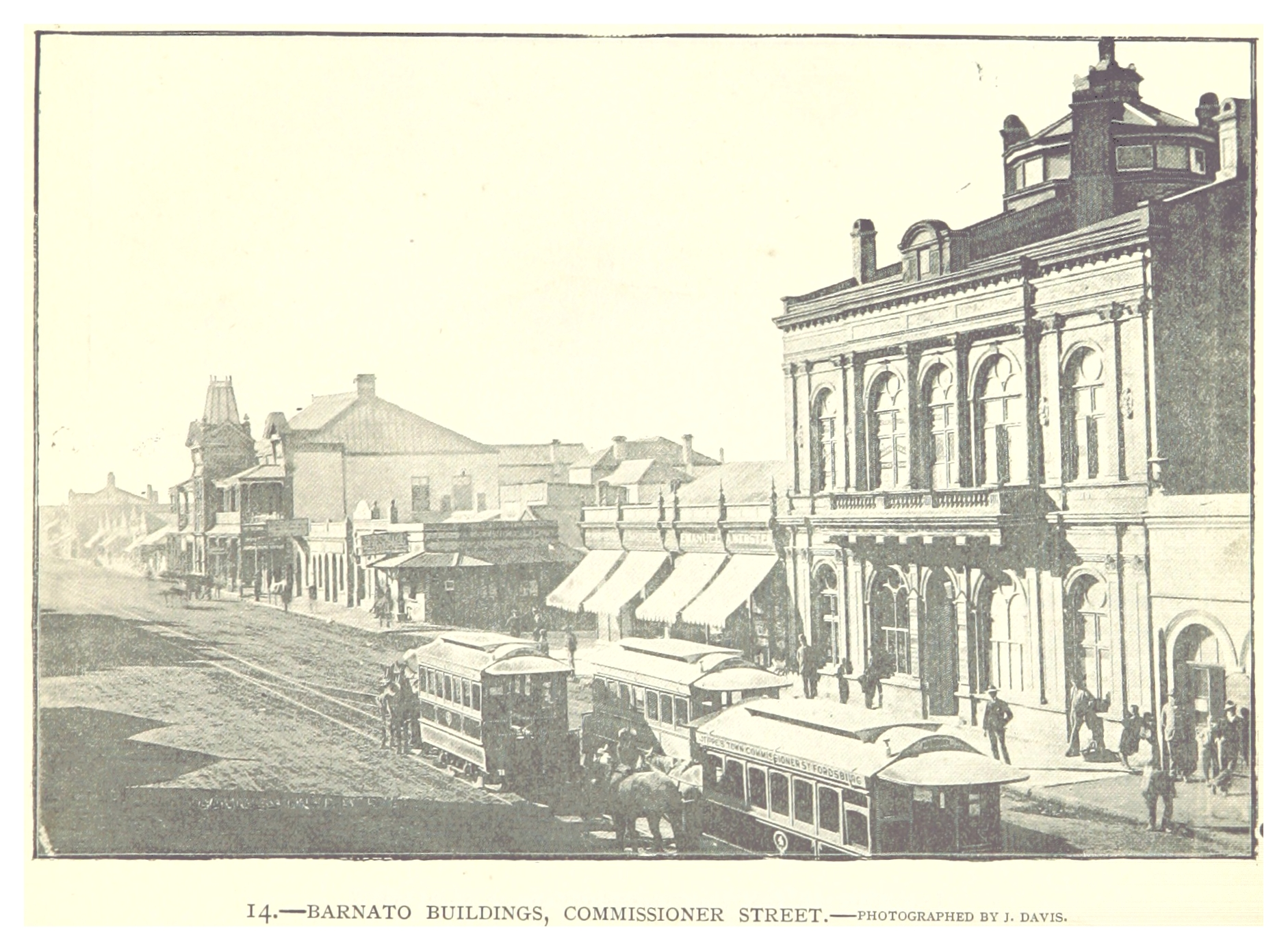
Die Barnato Buildings in der Hauptgeschäftsstraße von Johannesburg, um 1890

Barney Barnato, geboren als Barnett Isaacs (* 5. Juli 1852 in Whitechapel, London; † 14. Juni 1897) war ein englisch-südafrikanischer Diamantenmagnat. Er war zunächst Gegenspieler von Cecil Rhodes, dann mit ihm und anderen Eigentümer von de Beers.

## Leben
Aufgewachsen war Barney Barnato im Whitechapel District, einem ärmlichen Stadtteil im Londoner East End. Er folgte seinem Bruder Harry in die Kapkolonie während des Diamantenrausches, der den Funden in Kimberley folgte. Der verlor allerdings 1871 seine Existenz und arbeitete fortan als Komödiant und Zauberer. Er war einer der Passagiere auf der unter britischen Flagge fahrenden  Anglian bei ihrer Jungfernfahrt im Jahre 1873, um zu den Diamantenfeldern Südafrikas zu gelangen.
Sein jüngerer Bruder folgte ihm zunächst auf die Bühne, die damals allerdings nur spontan auf Kneipentischen inszenierte. In dieser Zeit änderte er seinen Namen in Barney Barnato.
Wie er wirklich zu Geld kam, ist nicht ganz klar, doch innerhalb von nur zehn Jahren war er Millionär. Er gründete die Barnato Diamond Mining Company und kaufte die wegen der ständig zunehmenden Tiefe der Grabungen für einfache Schürfer wertlos gewordenen Rechte in Kimberley auf.
Er konkurrierte mit Cecil Rhodes, indem er aggressiv Konkurrenten aufkaufte. Am Ende gewann Rhodes, indem er ihn und seinen Bruder Mitte der 1880er Jahre mit einem Scheck über fünf Millionen Pfund abfand, zu diesem Zeitpunkt der höchste Scheck der Geschichte. Barney Barnato wurden jedoch im Gegenzug ein Posten als Direktor auf Lebenszeit (Life-Governor) in der noch zu gründenden De Beers & Co sowie Anteile an dieser Gesellschaft zugesagt. Barnato war ab 1889 bis zu seinem Tod Abgeordneter im Parlament der Kapkolonie.
Er beging mit knapp 45 Jahren Selbstmord, indem er 1897 auf einer Reise nach England nachmittags vor Madeira vom Union-Castle Liner Scot in den Ozean sprang. Seine Familie widersprach dieser Version immer als dem Charakter von Barney Barnato völlig fremd, der ein ausdauernder Pionier des aufstrebenden Südafrika war. Er liegt auf dem Willesden Jewish Cemetery bei London begraben. Er hinterließ seine Ehefrau, eine Tochter und zwei Söhne, darunter Woolf Barnato, der spätere Rennfahrer, einer der sogenannten Bentley Boys. Seine Enkeltochter Diana Barnato Walker durchbrach als erste Britin die Schallmauer.